# Бренді Норвуд
Бренді Раяна Норвуд, (англ. Brandy Rayana Norwood; нар. 11 лютого 1979, МакКомб, Міссісіпі, США) — американська поп/R&B-співачка, авторка пісень, акторка, модель та музична продюсерка. Випустила свій дебютний студійний альбом «Brandy» у 1994. Станом на 2018 випустила 6 студійних альбомів. Продажі її записів перевищують 30 мільйонів копій по всьому світу.
Лауреатка однієї Греммі, однієї American Music Award та сімох нагород Billboard Music Awards.

## Життєпис
Бренді Раяна Норвуд народилася 11 лютого 1979 у місті МакКомб штату Міссісіпі.
У 2001 почала стосунки з музичним продюсером Робертом "Біг Бертом" Смітом. До лютого 2002 пара тримала стосунки у таємниці, після чого Норвуд повідомила, що вагітна. 16 червня 2002 народила дочку Сираю Іман Сміт. У 2003 вони розійшлися.
У 2004 почала зустрічатися із захисником НБА Квентіном Річардсоном. Заручилася у липні 2004, у жовтні 2005 розірвала заручини і стосунки. У 2010 короткочасно зустрічалася із співаком Flo Rida. Наприкінці 2012 заручилася з музичним виконавцем Раяном Прессом. У квітні 2014 вона розірвала заручини, після того як пара розійшлася раніше того ж року.

## Дискографія
Студійні альбоми
- Brandy (1994)
- Never Say Never (1998)
- Full Moon (2002)
- Afrodisiac (2004)
- Human (2008)
- Two Eleven (2012)
- B7 (2020)

## Фільмографія
| Рік  |   | Українська назва                           | Оригінальна назва                     | Роль               |
| ---- | - | ------------------------------------------ | ------------------------------------- | ------------------ |
| 2011 | с | 90210: Нове покоління                      | 90210                                 | Марісса Гарріс-Янґ |
| 2005 | с | Доктор Гаус                                | House M.D.                            | співачка           |
| 2002 | с | Сабріна — юна відьма                       | Sabrina, the Teenage Witch            | незнайомка         |
| 2001 | ф | Осмозіс Джонс                              | Osmosis Jones                         | Лія Естроген       |
| 1998 | ф | Я все ще знаю, що ви зробили минулого літа | I Still Know What You Did Last Summer | Карла Вілсон       |
| 1997 | ф | Попелюшка                                  | Cinderella                            | Попелюшка          |
| 1990 | ф | Арахнофобія                                | Arachnophobia                         | Бренді             |